# Xã Pebble, Quận Pike, Ohio
Xã Pebble (tiếng Anh: Pebble Township) là một xã thuộc quận Pike, tiểu bang Ohio, Hoa Kỳ. Năm 2010, dân số của xã này là 2.553 người.